# Joseph Kahn
Joseph Kahn, född 12 oktober 1972, är en amerikansk regissör för musikvideor, reklamer och filmer.

## Musikvideor
1990
- The Pain Teens - "The Basement"

1992
- Rake's Progress - "Ghost Town"

1993
- Die Krupps - "Crossfire"
- Die Krupps - "Fatherland"
- Die Krupps - "To The Hilt"
- DMG - "You Don't Hear Me Doe"
- Geto Boys - "Straight Gangsterism"

1994
- 2 Low - "Funky Lil Brotha"
- 5th Ward Boyz - "Ghetto Funk"
- Ahmad - "You Gotta Be"
- Die Krupps featuring Biohazard - "Bloodsuckers"
- Willie Nelson - "December Day"
- Willie Nelson - "Afraid"
- Retarded Elf - "What Up G?"
- Widowmaker - "Long Gone"
- Ahmad - "Back in the Day"

1995
- AZ - "Gimme Yours"
- Clever Jeff - "Year Of The Fly MC"
- Das EFX - "Real Hip Hop"
- Distinguished Gentlemen - "Soakin' Wet"
- Lords of the Underground - "Faith"
- Lords of the Underground - "Neva Faded"
- Onyx - "All We Got Iz Us"
- Onyx - "Last Dayz"
- Ruffnexx Sound System - "Stick By Me"
- Spahn Ranch - "Locusts"
- Veronica - "Without Love"
- Scarface featuring Ice Cube - "Hand of the Dead Body"
- Public Enemy - "So Watcha Gone Do Now"

1996
- AZ - "Do Or Die"
- AZ - "Mo Money, Mo Murder, Mo Homicide"
- Interstate - "Peek In The Drawers"
- Smooth Da Hustler - "Hustler's Theme"
- Sadat X - "Hang'em High"
- Montell Jordan featuring Slick Rick - "I Like"
- Aaliyah - "If Your Girl Only Knew"
- New Edition - "Hit Me Off"
- Warren G featuring Adina Howard - "What's Love Got To Do With It"
- Johnny Gill - "Let's Get The Mood Right"
- New Edition - "I'm Still In Love With You"
- Total - "Kissin' You"
- Shaquille O'Neal - "You Can't Stop The Reign"
- Tony! Toni! Toné! featuring DJ Quik - "Let's Get Down"

1997
- Korn - "A.D.I.D.A.S."
- Ice Cube - "The World Is Mine"
- Patricia Kaas - "Quand J'ai Peur De Tout"
- Faith No More - "Last Cup of Sorrow"
- Snoop Doggy Dogg - "Tha Doggfather"
- Eric Benet - "True To Myself"
- Backstreet Boys - "Everybody (Backstreet's Back)"
- Foxy Brown featuring Dru Hill - "Big Bad Mamma"
- SWV featuring Puff Daddy - "Someone"
- Bone Thugs-N-Harmony - "If I Could Teach The World"

1998
- Foxy Brown - "Hot Spot"
- Shernette May - "You're All The Man That I Need"
- Total - "Trippin'"
- Usher - "Bed Time" (version 1)
- Montell Jordan featuring Master P & Silkk Tha Shocker - "Let's Ride"
- Mase featuring Total - "What You Want"
- Brandy & Monica - "The Boy Is Mine"
- Montell Jordan - "I Can Do That"
- Monster Magnet - "Space Lord"
- Bryan Adams - "On A Day Like Today"
- Monica - "The First Night"
- Rob Zombie - "Living Dead Girl"

1999
- Mobb Deep - "Quiet Storm" (version 1)
- Jennifer Love Hewitt - "How Do I Deal"
- Monster Magnet - "Powertrip"
- Blackstreet featuring Janet, Ja & Eve - Girlfriend/Boyfriend
- Sugar Ray - "Someday"
- Backstreet Boys - "Larger Than Life"
- Brian Setzer Orchestra - "If You Can't Rock Me"
- Muse - "Muscle Museum"

2000
- Hole - "Be a Man"
- Destiny's Child - "Say My Name"
- Sisqó - "Thong Song"
- Elton John - "Someday Out of the Blue"
- Christina Aguilera - "I Turn to You"
- Christina Aguilera -"Por Siempre Tu"
- Destiny's Child - "Jumpin' Jumpin'"
- Janet Jackson - "Doesn't Really Matter"
- Leann Rimes - "I Need You"
- Destiny's Child  - "Jumpin' Jumpin'"
- Faith Hill - "The Way You Love Me"
- The Corrs - "Irresistible"
- Scarface - "It Ain't"
- Wu-Tang Clan - "Protect Ya Neck (The Jump Off)"
- Moby featuring Gwen Stefani - "South Side"
- Britney Spears - "Stronger"
- Wu-Tang Clan - "Gravel Pit"

2001
- Chayanne - "Candela"
- Black Eyed Peas featuring Macy Gray - "Request + Line"
- Black Eyed Peas featuring Macy Gray - "Request + Line" (remix)
- Papa Roach - "Between Angels and Insects"
- U2 - "Elevation"
- Aerosmith - "Fly Away From Here"
- D12 - "Purple Hills"
- Samantha Mumba - "Baby Come on Over"
- Enrique Iglesias - "Hero"
- U2 - "Stuck in a Moment You Can't Get Out Of" (version 2)
- DMX - "Who We Be"
- Garbage - "Cherry Lips"

2002
- George Michael - "Freeek!"
- Moby - "We Are All Made of Stars"
- Eminem - "Without Me"
- Mariah Carey - "The One"

2003
- DMX - "X Gon' Give It To Ya"
- TLC - "Damaged"
- Nelly featuring Justin Timberlake - "Work It"
- Mariah Carey featuring Cam'ron - "Boy (I Need You)"
- Dido - "White Flag"
- Ricky Martin - "Juramento"
- Busta Rhymes feat. Pharrell - "Light Your Ass On Fire"
- The Chemical Brothers featuring k-os - "Get Yourself High"

2004
- Britney Spears - "Toxic"
- Alsou - "Always on My Mind"
- Blink-182 - "Always"
- Ashlee Simpson - "La La"
- The Offspring - "(Can't Get My) Head Around You"

2005
- Joss Stone - "Spoiled"
- Rob Thomas - "Lonely No More"
- Jamiroquai - "Feels Just Like It Should"
- Backstreet Boys - "Incomplete"
- Kelly Clarkson - "Behind These Hazel Eyes"
- Alsou - "Always on My Mind"

2006
- Kelly Clarkson - "Walk Away"
- Shayne Ward - "No Promises"
- The Pink Spiders - "Little Razorblade"
- Muse - "Knights of Cydonia"
- Ciara featuring Chamillionaire - "Get Up"
- Janet Jackson feat. Khia - "So Excited"
- Gwen Stefani - "The Sweet Escape"

2007
- Kelly Clarkson - "Never Again"
- 50 Cent feat. Justin Timberlake

och Timbaland - "Ayo Technology"
2008
- Ladytron - "Ghosts"
- Chris Brown - "Forever"
- Pussycat Dolls - "When I Grow Up"
- Britney Spears - "Womanizer"
- Pussycat Dolls - "I Hate This Part"

2009
- Lady GaGa - "Eh, Eh (Nothing Else I Can Say)"
- Lady GaGa - "LoveGame"
- BoA - "I Did It for Love"
- Katy Perry - "Waking Up in Vegas"
- Eminem - "We Made You"
- Kelly Clarkson - "Already Gone"
- Ester Dean feat. Chris Brown - "Drop It Low"
- Sun Ho - "Fancy Free"
- Chris Brown Featuring Lil Wayne och Swizz Beatz -  "I Can Transform Ya"
- Chris Brown - "Crawl"

2010
- Helping Haiti - "Everybody Hurts"
- Kylie Minogue - "All the Lovers"
- Maroon 5 - "Misery"
- Eminem feat. Rihanna - "Love the Way You Lie"
- Nicole Scherzinger - Poison
- Keri Hilson - "Pretty Girl Rock"
- Dr Dre - "Kush"